# The Kinks
A The Kinks angol rockegyüttes volt, amelyet az észak-londoni Muswell Hillben alapított meg 1964-ben a Davies-testvérpár, Ray és Dave. A brit invázió részeként a The Kinks a korszak egyik legfontosabb és legnagyobb hatású zenekaraként ismert. Zenéjükre számos műfaj hatott, köztük a rhythm and blues, a brit varieté és népzene, valamint a country. 
Ray Davies (ének, ritmusgitár) és Dave Davies (szólógitár, vokál) mindvégig az együttes tagjai maradtak a zenekar 32 éves fennállása alatt. Pete Quaife basszusgitárost 1969-ben váltotta John Dalton, míg Mick Avory dobost 1984-ben Bob Henrit. Dalton helyére Jim Rodford érkezett 1978-ban. Nicky Hopkins billentyűs az 1960-as évek közepén készült lemezeken működött közre session-zenészként. Később különböző billentyűsök, köztük John Gosling és Ian Gibbons már teljes jogú tagjai voltak az együttesnek.
A The Kinks elsőként 1964-ben tűnt ki harmadik kislemezével, a Ray Davies által írt You Really Got Me dallal. A szám nemzetközi sláger lett, Angliában feljutott a slágerlista első helyére, míg az Egyesült Államokban bekerült a Top10-be. Az 1960-as évek közepétől és az 1970-es évek elejéig az együttes zsinórban adta ki kereskedelmileg sikeres és szakmailag is elismert kislemezeit, koncepcióalbumait, és szerzett elismerést az angol kultúrát és életstílust feldolgozó dalaival, nagylemezeivel, melyeket áthatott Ray Davies sajátos, szemlélődő látásmódja. Az olyan albumokat, mint a Face to Face, a Something Else, a The Kinks Are the Village Green Preservation Society, az Arthur, a Lola Versus Powerman and the Moneygoround, és a Muswell Hillbillies, a hozzájuk tartozó kislemezekkel együtt a korszak legnagyobb hatású felvételei között tartják számon.
A The Kinks további színpadias koncepcióalbumai már kevesebb sikert arattak, de a zenekar kisebb újjászületést élt meg az 1970-es évek végén és 1980-as évek elején, amikor az olyan együttesek, mint a Van Halen, a The Jam, a The Knack, és a The Pretenders feldolgozták dalaikat, fellendítve ezzel a The Kinks lemezeladásait. Az 1990-es években az olyan britpopelőadók, mint a Blur és az Oasis hivatkoztak komoly hatásként a zenekarra. A The Kinks 1996-ban oszlott fel utolsó néhány albumuk sikertelensége, és a két fivér között kialakult művészi feszültség miatt.
Az Egyesült Államokban az együttes öt kislemeze került be a Top10-be a Billboard slágerlistán, kilenc nagylemezük pedig a Top40-ben szerepelt. Angliában tizenhét Top20-as kislemezük és öt Top10-es albumuk volt. Négy album lett aranylemez az USA-ban. A The Kinks számos elismerést kapott, köztük az Ivor Novello-díjat a „brit zene kivételes szolgálatáért”. 1990-ben a The Kinks négy eredeti tagját beiktatták a Rock and Roll Hall of Fame tagjai közé, 2005 novemberében pedig a UK Music Hall of Fame-be is beválasztották őket.

## Diszkográfia
Stúdióalbumok
- Kinks (1964)
- Kinda Kinks (1965)
- The Kink Kontroversy (1965)
- Face to Face (1966)
- Something Else by the Kinks (1967)
- The Kinks Are the Village Green Preservation Society (1968)
- Arthur (Or the Decline and Fall of the British Empire) (1969)
- Lola Versus Powerman and the Moneygoround, Part One (1970)
- Percy (filmzene) (1971)
- Muswell Hillbillies (1971)
- Everybody's in Show-Biz (1972)
- Preservation Act 1 (1973)
- Preservation Act 2 (1974)
- Soap Opera (1975)
- Schoolboys in Disgrace (1975)
- Sleepwalker (1977)
- Misfits (1978)
- Low Budget (1979)
- Give the People What They Want (1981)
- State of Confusion (1983)
- Word of Mouth (1984)
- Think Visual (1986)
- UK Jive (1989)
- Phobia (1993)

## Fordítás
- Ez a szócikk részben vagy egészben  a   The Kinks című angol Wikipédia-szócikk fordításán alapul.  Az eredeti cikk szerkesztőit annak laptörténete sorolja fel. Ez a jelzés csupán a megfogalmazás eredetét és a szerzői jogokat jelzi, nem szolgál a cikkben szereplő információk forrásmegjelöléseként.